# オヤヂの宝島
『オヤヂの宝島』（オヤヂのたからじま）は、手塚治虫のデビュー前に書かれた習作の一つで、後に氏の大躍進となる『新寳島』の原型になったとも言われる作品。初期手塚オヤヂシリーズの一編で、宝島三部作「新寳島」「タカラジマ」のうちの一つである。書籍によっては「おやじの宝島」「親父の宝島」と言った表記も見られるが、本項目では単行本での表記に従い、オヤヂの表記に統一する。

## 概要
手塚治虫は1946年のプロデビュー前から多くの作品を執筆していたことが知られており、本作もその一つである。執筆時期は正確には不明であるものの、戦中の1945年から戦後の1947年頃まで描かれていたというのが定説である。手塚の自伝「ぼくはマンガ家」には「15冊目の大長編で、1000ページある」と書かれているが、現存するのは前半300ページで、残りの700ページが実際に執筆されたのかどうかは定かでは無い。一説には原稿自体が未執筆だったとも、「紙の砦」に描かれたように戦時中の統制で破棄されてしまったとも言われているが、詳細は不明。但し、本作は製本を前提にきちんとした形で製作されていたことは明らかで、オリジナルはB5版の模造紙に表裏4ページが書かれている。しかし、後半になるにつれ章番号が重複したり書かれなくなったりと若干の混乱が見られる。
内容は沈没した豪華客船から生き延びた乗客が、その一人である老人から宝島の話を聞き出し、その意思を継いだヒゲオヤジらが宝を探すというものであるが、執筆されている部分では宝島に到着すらしておらず、アルセーヌ・ルパンのアジトにシャーロック・ホームズが突入する寸前の部分で終わっている。また、多くの部分で原稿未執筆部分や紛失部分が発生しており、話の全体像の把握が難しい状況となっている。
なお、この作品ではアセチレン・ランプの原型と見られるキャラクターがモブで登場していたり、ハム・エッグが後半部分の主要人物として活躍するなど後の手塚スターが数多く登場することでも知られている。
作品自体は手塚の生前から原画展などで一部が展示されており、宝塚手塚治虫記念館では原本が常時展示されているが、2000年に非売品として単行本化されるまでは製本化されることは無く、さらに一般販売に至っては2009年まで待つこととなる。

## あらすじ
とある海で客船が嵐に巻き込まれる。船はまもなく沈没してしまうが、無事に避難した乗客は救命ボートであても無く海を彷徨っていたが、生き残りの一人である老人が死に際に自分の先祖が手に入れたと言う宝の在り処を示した暗号についてを話し始める。まもなく老人は亡くなるが、船は幸運にもハワイの島へ漂着したのだった。
しかし、その島では悪人サムをはじめとするギャングらが暗躍しており、話はアルセーヌ・ルパンやシャーロック・ホームズをも巻き込み複雑に絡み合った彼らを一つの場所に収束し始める（未完成）。

## 登場人物
ヒゲオヤヂ
本作の主人公とされるが、出番は少ない。初期の作品で多く見られた私立探偵として登場。
サム
ハワイのレストランオーナーで、裏社会にも精通する悪党。その容姿は後に手塚の悪役スターとして末永く活動することとなる『ハム・エッグ』そのもので、本作が事実上のデビュー作となる。デビュー作となる本作では早速2人も手にかけており、早くもその悪党ぶりが披露されている。
一銭ハゲ
サムの義理の弟で、サムを兄貴と慕う。このキャラクターも後に手塚作品のスターとして活躍することになる。
荒城月男
星子の恋人。勇敢な青年で、星子と共にハワイの日本人村へと向かうが、サムの策略により殺されてしまう。
星子
月男の恋人。月男が殺されたことで自ら命を絶とうとするが、蠻波の働きかけで思いとどまる。しかし直後に蠻波も殺されてしまい、再び死ぬことを画策するが、幻に現れた吸血鬼と蠻波の言葉により、吸血鬼から受け取った大金で男としてサム達に復讐することを誓う。その後が描かれていない為、どうなったのかは不明。
蠻波
生き残った乗客の一人。漂着したハワイで野宿をしている時に星子の自殺を目撃し、制止するが、直後に自身も殺されてしまう。
権太
右腕に猿と碇の刺青を入れた暴漢。難破船に取り残されるが、未執筆部分でどうやら助かったらしく、一行と共にハワイへと潜入している。
アルセーヌ・ルパン
世界中に名前を轟かせる大怪盗。獲物を見つけたらしく、ハワイへと訪れる。目的は未執筆部分多数のため不明。
シャーロック・ホームズ
世界中に名前を轟かせる名探偵。ルパンが現れるとの一報を聞きつけ、ガニマール警部と共にハワイへ直行する。
ガニマール
ニューヨーク警視庁の凄腕警官でルパン専属の刑事。なお、原典のアルセーヌ・ルパンシリーズのガニマール警部はフランス警察の刑事である。また、後の手塚スターの一人にガニマール警部がいるが、本作のガニマールとは全く容姿が異なる。
仔犬
難破船に乗っていた犬で、ヒゲオヤヂに懐いてついてくる。後にサメを倒したり言葉を話したりとかなりの知力を持っていることが明らかになり、普通の犬ではないことが示唆されるが、正体も名前も不明のまま。

## 書誌情報
- 『手塚治虫漫画大全集DVD-ROM』発売記念特典（講談社）
- 完全復刻版新寳島豪華限定版（小学館クリエイティブ）
- 手塚治虫文庫全集『手塚治虫漫画全集未収録作品集3』（講談社）